# Università tecnica Gheorghe Asachi
L'Università Tecnica Gheorghe Asachi è un'università pubblica con sede a Iași fondata nel 1937.
Nel 2011 è stata inserita nella prima categoria del sistema universitario romeno, quella delle università di ricerca avanzata e istruzione.